# کلریک اسید
کلریک اسید (به انگلیسی: Chloric acid) با فرمول شیمیایی HClO۳ یک ترکیب شیمیایی اسید قوی و اکسید کننده بسیار قوی است که جرم مولی آن 84.45914 g mol−۱ می‌باشد. شکل ظاهری این ترکیب، محلول بی‌رنگ است.اسیدی بسیار ناپایدار است و در غلظت های 30% تا نهایت 35% قابل تهیه است نمک های این اسید نیز اکسید کننده های قوی و ناپایدار اند.این اسید قدرت اکسید کنندگی بالاتری نسبت به اسید نیتریک دارد از این رو در تماس با ترکیبات آلی آنها را به شدت اکسید و متلاشی می کند و به همین دلیل تماس آن با پوست بدن می تواند باعث سوختگی های عمیق و خطرناک شود. قدرت اسیدی آن از اسید پرکلریک و سولفوریک کم تر است.
این اسید را می توان از واکنش بین سولفوریک اسید غلیظ با باریم کلرات تهیه کرد.
<=2(H2SO4+Ba(Cl03
BaSO4+2HClO3